# La vita è una figata
La vita è una figata! è stato un programma televisivo italiano, di genere factual, condotto dalla campionessa paralimpica Bebe Vio, che ha ospitato a casa sua persone pubbliche e persone comuni, che hanno raccontato le loro storie, affermando sempre che la loro vita, come richiama il titolo, è una "figata".
Il programma è stato prodotto dalla Stand by Me di Simona Ercolani ed è andato in onda, a partire dall'8 ottobre e per sei puntate, la domenica alle 17:45 su Rai 1, subito dopo Domenica in.

## Puntate
| Puntata | Data             | Ospiti | Telespettatori | Share |
| ------- | ---------------- | --- | -------------- | ----- |
| 1       | 8 ottobre 2017   | Paola Turci, Noè, Mayla, Pif e Andrea | 1 396 000      | 10,6% |
| 2       | 15 ottobre 2017  | Geppi Cucciari, Isabella, Lorenzo, Fiorenza, Antonio (presentato da Gabriele Cirilli), Mattia e Luca Pancalli Nel corso della puntata interviene anche Alessandro Del Piero              | 1 323 000      | 10,1% |
| 3       | 22 ottobre 2017  | Trio Medusa, Emanuel, Beatrice, Margherita, Agostino e Gabriella (presentati da Antonella Clerici), Nicoletta e Giovanni Malagò Nel corso della puntata interviene anche Francesco Totti | 1 413 000      | 8,6%  |
| 4       | 29 ottobre 2017  | Martín Castrogiovanni, Viola D'Acquarone, Paolo (presentato da Alex Zanardi), Costanza, Andrea, Eliana e Giuseppe                                                                        | 1 417 000      | 8,3%  |
| 5       | 5 novembre 2017  | Camila Raznovich, Anais (presentata da Marco Liorni), Emanuele, Silvia, Sergi, Niccolò                                                                                                   | 1 572 000      | 8,28% |
| 6       | 12 novembre 2017 | Oney Tapia, Rami (presentato da Carlo Conti), Dario, Elisa Spediacci, Gionny Scandal (presentato da Francesca Fialdini), Francesca Romana Reinero                                        | 1 562 000      | 8,7%  |